# Un hombre y una mujer (obra de teatro)
Un hombre y una mujer es una obra de teatro de Luis Escobar, estrenada en 1961 en el Teatro Eslava.

## Argumento
La historia presenta a un joven y apuesto ladrón, que consigue huir tras ver como sus dos compinches son abatidos tras cometer un robo. En su desesperada huida, secuestra a una bella y frívola mujer, a la que lleva obligada a la habitación de una mísera pensión, con la idea de disponer de una coartada sólida y poder escapar de la policía, que está buscándolo.
Durante el cautiverio, la pareja se habla; comienzan a relacionarse y conocerse. Así, surge entre ambos un cariño mutuo; a pesar de esto, la mujer no duda en delatarlo a la dueña de la pensión mientras se encuentra dormido. Finalmente, se produce un tiroteo, y la mujer muere por defenderlo, pidiéndole perdón.

## Estreno
- Teatro Eslava, Madrid, 28 de noviembre de 1961.
  - Dirección: Luis Escobar.
  - Escenografía: Víctor María Cortezo.
  - Intérpretes: Arturo Fernández, Asunción Sancho, Mimí Muñoz.